# Nipponosaurus
Nipponosaurus là một chi khủng long, được Nagao mô tả khoa học năm 1936.